# Józef Grzesiak
Józef Grzesiak, född den 18 februari 1941 i Popowo, död den 30 maj 2020 i Wrocław, var en polsk boxare.
Grzesiak blev olympisk bronsmedaljör i lätt mellanvikt i boxning vid sommarspelen 1964 i Tokyo.